# د ناکس
د ناکس یک گروه دونفره آمریکایی آلترناتیو هیپ هاپ است که در سال ۲۰۰۳ شکل گرفت که تشکیل دهندگان آن برادران کنترل «کریسپی» لیندزی (به انگلیسی: Kentrell "Krispy" Lindsey) و آلوین «جویی» لیندزی (به انگلیسی: Alvin "Joey" Lindsey) (که پیش‌تر با نام را ال میلیو شناخته می‌شد) بودند. هردو برادر نوازندگان چندساز هستند که هم میتوانند بخوانند و هم میتوانند رپ کنند و نیز موسیقی‌اشان را خودشان تولید می‌کنند. موسیقی آنها حاوی عناصری از موسیقی راک، الکترونیک و پاپ است.

## زندگی شخصی
این گروه دو نفره در حال حاضر در لس آنجلس، کالیفرنیا ساکن هستند.